# Lobocleta helena
Lobocleta helena är en fjärilsart som beskrevs av Samuel E. Cassino 1931. Lobocleta helena ingår i släktet Lobocleta och familjen mätare. Inga underarter finns listade i Catalogue of Life.